# Roero
Roero je název geografické a historické oblasti Piemontu, která se nachází v severovýchodní části provincie Cuneo. Je pojmenované podle stejnojmenné rodiny Roero, která zde žila již od středověku a po několik staletí dominovala regionu.
Roero je známé pro výrobu vysoce kvalitních vín, např. Roero, Roero Arneis, Horní Roero, Fallegro nebo šumivé víno Roero Arneis. Tato oblast, stejně jako nedaleké Langhe, je také oblíbeným turistickým cílem pro své jídlo, víno a kulturu, hrady a starobylé vesnice, které jsou rozptýlené na malém území. Přibližná rozloha oblasti je 417 km², od sousedního reginu Langhe je oddělená řekou Tanaro. V roce 2014 byla vinařská krajina Piemontu v oblastí Langhe-Roero a Monferrato zapsána na seznam světového kulturního dědictví UNESCO.

## Fotogalerie

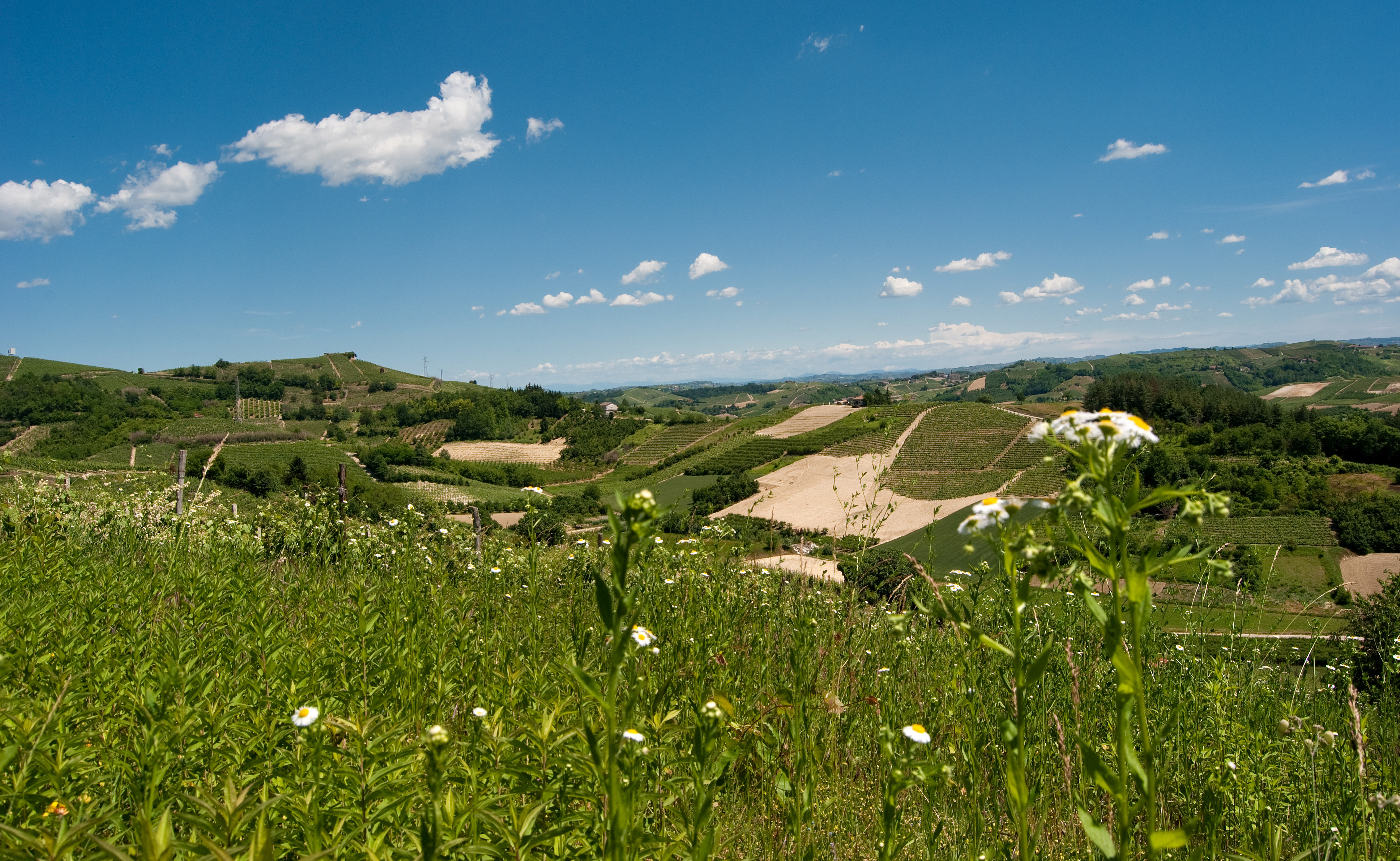
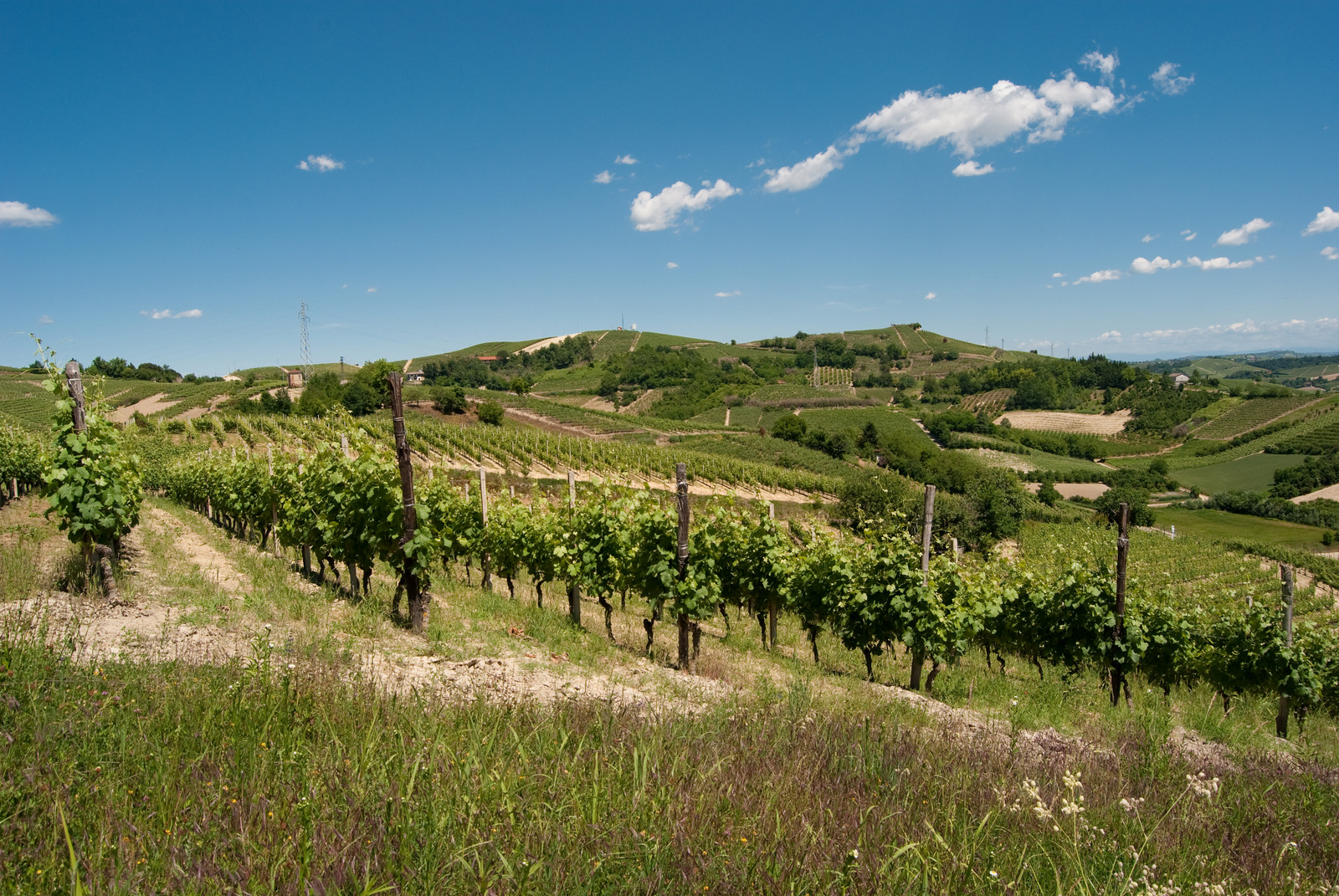
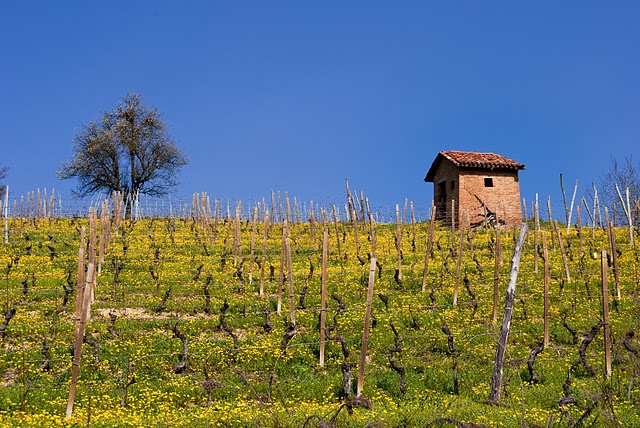